# 云南红豆
云南红豆（学名：Ormosia yunnanensis），为豆科红豆属下的一个植物种。种加词 yunnanensis 意为“云南的”。